# Maria Rita Kehl
Maria Rita Kehl (Campinas, le 10 décembre 1951) est une psychanalyste, journaliste, essayiste, poétesse, et critique littéraire brésilienne. En 2010, elle a remporté le prix Jabuti de littérature dans la catégorie « Éducation, psychologie et psychanalyse », et a reçu le prix des droits de l'homme du gouvernement brésilien, dans la catégorie « Médias et droits de l'homme ».
En 2012, elle a été invitée à se joindre à la Commission nationale de la vérité, installée le 16 mai de cette année, pour enquêter sur les violations des droits de l'homme qui ont eu lieu dans la période entre le 18 septembre 1946 et 5 octobre de 1988 au Brésil.

## Publications
- Processos Primários, Editora Estação Liberdade, 1996
- A Mínima Diferença, Imago Editora, 1996
- Deslocamentos do Feminino - A Mulher Freudiana na Passagem para a Modernidade, Imago Editora, 1998
- Função Fraterna, Relume Dumará, 2000
- Sobre Ética e Psicanálise, Companhia das Letras, 2000
- Ressentimento, Casa do psicólogo, 2004
- Videologias, avec Eugênio Bucci, Boitempo Editorial, 2004
- A Fratria Órfã, Editora Olho d'Água, 2008
- O Tempo e o Cão, Boitempo Editorial, 2010
- 18 crônicas e mais algumas, Boitempo Editorial, 2011